# Gonario Comita de Lacon-Gunale
Gonario I, cuyo nombre completo es Gonario Comita I de Lacon-Gunale (...–1038), fue el primer juez del juzgado de Arborea, de 1015 a 1038.
No existen fechas ciertas sobre el nacimiento de Gonario I, lo que se sabe es que era originario del Logudoro y provenía por tanto del Juzgado de Torres, probablemente llegó a ser juez de Arborea (fue el primero en poseer tal cargo) en torno al año 1000 y fue ciertamente el jefe de los dos juzgados en el periodo de la invasión musulmana de Mujāhid al-'Āmirī, señor de Denia entre los años 1015 y 1026. Para enfrentarse a la invasión pidió ayuda al Papa, el cual a su vuelta solicitó una intervención a algún señor genovés y pisano. Las todavía nacientes repúblicas marítimas de la época reunieron tal riqueza como ocasión importante para la propia expansión. Su sucesor fue Barisono I
| Predecesor: Ninguno | Juez de Arborea 1015-1038 | Sucesor: Barisono I |
| Predecesor: Ninguno | Juez de Torres 1015-1038  | Sucesor: Comita II  |

- Datos: Q2279633